# Красносільське (Ніжинський район)
Красносі́льське (до 1949 року — Євлашівка)  — село у Ніжинському районі Чернігівської області України. Входить до складу Комарівської сільської громади. До 2016 центр Красносільської сільської ради. Населення — 794 особи (2012 рік).

## Географія
Село розташоване за 30 км від колишнього районного центру — міста Борзна (автошляхами — близько 31 км) та за 14 км від залізничної станції Крути. Висота над рівнем моря — 126 м.

## Історія
Євлашівка згадується в історичних джерелах з першої половини XVII століття.
Під час революції 1905—1907 років в Євлашівці відбувся виступ селян під керівництвом матроса-балтійця В. Г. Євтушенко.
До Другої Світової війни село входило до складу Ніжинського району Чернігівської області. Село постраждало внаслідок голодомору 1932—1933 років, організованого урядом СРСР. Список мешканців села Євлашівка (колишня назва села) — жертв комуністичного терору голодом — міститься у Національній книзі пам'яті жертв голодомору в Україні.
353 євлашівці брали участь у Другій світовій війні, 200 з них нагороджені орденами і медалями СРСР, 203 — загинули. Уродженецю Евлашівки Івану Красносільському, який загинув 7 листопада 1941 року поблизу села Дуванкой на підступах до Севастополя, посмертно присвоєне звання Героя Радянського Союзу. На честь воїнів-односельців, полеглих у боротьбі за свободу і незалежність Батьківщини, у селі споруджено обеліск Слави. Споруджені пам'ятники на і братських могилах 148 воїнів, які віддали життя при визволенні села, перетвореного німецькими військами на потужний опорний пункт на підступах до Ніжина.
У повоєнний період в селі знаходилася центральна садиба колгоспу «13-річчя Жовтня», за яким було закріплено 3236 гектарів сільськогосподарських угідь, у тому числі 2053 га орної землі. Господарство вирощувало зернові культури, картоплю, цукровий буряк, льон, займалося м'ясо-молочним тваринництвом.
У селі є школа, будинок культури, бібліотека, фельдшерсько-акушерський пункт, крамниці, відділення зв'язку.
У відповідності до Закону України «Про засудження комуністичного та націонал-соціалістичного (нацистського) тоталітарних режимів в Україні та заборону пропаганди їхньої символіки» голова Чернігівської облдержадміністрації Валерій Куліч підписав розпорядження згідно якого вулиця селища Червона була перейменована на вул. Богдана Хмельницького.
12 червня 2020 року, відповідно до розпорядження Кабінету Міністрів України № 730-р «Про визначення адміністративних центрів та затвердження територій територіальних громад Чернігівської області», село увійшло до складу Борзнянської міської громади.
19 липня 2020 року, в результаті адміністративно-територіальної реформи та ліквідації Борзнянського району, увійшло до складу Ніжинського району Чернігівської області.

## Населення

### Мова
Розподіл населення за рідною мовою за даними перепису 2001 року:
| Мова       | Кількість | Відсоток |
| ---------- | --------- | -------- |
| українська | 783       | 98.61%   |
| російська  | 11        | 1.39%    |
| Усього     | 794       | 100%     |

## Відомі люди
У Красносільському народився Красносільський Іван Михайлович, учасник Другої Світової війни, Герой Радянського Союзу (1913—1941).